# The 99
The 99 is een serie stripverhalen, getekend door de Koeweitse psycholoog Naif Al-Mutawa. De serie is ontwikkeld in samenwerking met Stuart Moore en andere voormalige medewerkers van Marvel Comics en DC Comics. De strips zijn uitgegeven in het Arabisch en het Engels. Endemol is bezig met het maken van een animatieserie van The 99.

## Inhoud
The 99 zijn 99 gewone tieners en volwassenen uit de hele wereld die in het bezit komen van een van de 99 Noor-edelstenen en daaruit bijzondere krachten verkrijgen.
De serie is gebaseerd op Islamitische cultuur, religie en waarden, zonder dit expliciet te vermelden. De namen van de 99 refereren aan de 99 Schone Namen van God.